# Mare dei Salish
Il Mare dei Salish è una porzione dell'Oceano Pacifico settentrionale che lambisce le coste canadesi della Columbia Britannica e quelle statunitensi dello Stato di Washington. Include lo Stretto di Georgia, lo Stretto di Juan de Fuca, il Puget Sound e un'intricata rete di canali e vie d'acqua.
Questo mare è incluso tra i canali dell'isola Discovery a nord e dallo Stretto di Puget a sud. È parzialmente separato dalle acque aperte dell'oceano dall'isola di Vancouver e dalla Penisola Olimpica.
Gran parte delle sue coste sono occupate dalla megalopoli del nord-ovest Pacifico, che include le città di Vancouver, Seattle, Tacoma, Everett, Bellingham, Port Angeles e Victoria.

## Etimologia

### Salish della costa
I Salish della costa sono una popolazione indigena che vive tra il sud della Columbia Britannica e il nordovest dello Stato di Washington attorno al Mare dei Salish, che da loro prende il nome. Sono una delle branche culturali e linguistiche più importanti del più ampio gruppo di popolazioni che parlano le lingue Salish.

### Il nome attuale
Il primo a usare il termine Salish Sea fu, nel 1988, il professore Bert Webber, docente di geografia e studi ambientali della Western Washington University. La scelta di dare un nome specifico a questa porzione di mare fu dettata dalla volontà di aumentare la consapevolezza di doversi prendere cura di queste acque e del loro ecosistema. Lo sforzo di Webber è stato accolto da Canada e Stati Uniti, che hanno riconosciuto ufficialmente il toponimo Salish Sea.

### Altri nomi
Questa mare era noto anche come Georgia–Puget, Georgia Depression o Puget Sound. L'area canadese era in origina chiamata Golfo di Georgia, nome scelto nel 1792 dal navigatore britannico George Vancouver.

### Riconoscimento ufficiale
Nel marzo del 2008, la tribù di indiani canadesi dei Chemainus propose di rinominare lo Stretto di Georgia in "Mare dei Salish".
Nell'agosto del 2009, l'ufficio della British Columbia Geographical Names approvò una risoluzione che raccomandava la Geographical Names Board of Canada di adottare questo nuovo nome insieme allo United States Board on Geographic Names. Tra il novembre del 2009 e il febbraio del 2010 Canada e Stati Uniti approvarono l'uso di questo nuovo nome (in Canada è ufficiale anche la versione in lingua francese: Mer des Salish).

## Geografia
Il Mare dei Salish ha una lunghezza di circa 440 km e una superficie di circa 18.000 km². Ha una profondità media di 130 metri e una massima di 670 metri registrata presso l'insenatura di Jervis.

### Idrologia
Il bacino idrografico del Mare dei Salish ha un'area totale di 110.000 km², che è sei volte la superficie del mare stesso. I principali fiumi che sfociano nel mare sono il Fraser, il Nisqually, il Nooksack, il Puyallup, lo Skagit, lo Snohomish e lo Squamish.

### Isole
Questo mare contiene più di 400 isole, molte delle quali possono essere suddivise in tre grandi gruppi: le isole Discovery, le isole Gulf e le San Juan Islands. L'isola di Whidbey, facente parte dello Stato di Washington, è la più grande e popolosa con i suoi 437 km² di estensione e i suoi oltre 69.000 abitanti.